# Gawaine Basil Rowan-Hamilton
Gawaine Basil Rowan-Hamilton, britanski general, * 1884, † 1947.